# Campeonato Asiático de Atletismo de 2017 - 3000 m com obstáculos masculino
A prova dos 3000 metros com obstáculos masculino do Campeonato Asiático de Atletismo de 2017 foi disputada no dia 8 de julho de 2017 no Kalinga Stadium em Bhubaneswar, na Índia. 

## Recordes
Antes desta competição, os recordes mundiais e do campeonato nesta prova eram os seguintes:
|                       | Nome                      | Nacionalidade | Tempo     | Local    | Data                  |
| --------------------- | ------------------------- | ------------- | --------- | -------- | --------------------- |
| Recorde mundial       | Saif Saaeed Shaheen       | Catar         | 7m 53s 63 | Bruxelas | 3 de setembro de 2004 |
| Recorde do campeonato | Khamis Abdullah Saifeldin | Catar         | 8m 16s 00 | Colombo  | 2002                  |
| Recorde asiático      | Saif Saaeed Shaheen       | Catar         | 7m 53s 63 | Bruxelas | 3 de setembro de 2004 |

## Medalhistas
| Ouro                  | Prata                      | Bronze                  |
| Hossein Keyhani (IRI) | Yaser Salem Bagharab (QAT) | Ali Ahmad Al-Amri (KSA) |

## Resultado final
| Posição           | Atleta               | Nacionalidade          | Tempo    | Notas |
| ----------------- | -------------------- | ---------------------- | -------- | ----- |
| Medalha de ouro   | Hossein Keyhani      | Irão                   | 8:43.82  |       |
| Medalha de prata  | Yaser Salem Bagharab | Catar                  | 8:46.16  |       |
| Medalha de bronze | Ali Ahmad Al-Amri    | Arábia Saudita         | 8:52.64  |       |
| 4                 | Hashim Mohamed Salah | Catar                  | 8:55.94  |       |
| 5                 | Kosei Yamaguchi      | Japão                  | 8:58.58  |       |
| 6                 | Mosfata Videligani   | Irão                   | 9:02.59  |       |
| 7                 | Naveen Kumar         | Índia                  | 9:02.95  |       |
| 8                 | Durga Bahadur Budha  | Índia                  | 9:04.05  |       |
| 9                 | Deus Felisberto      | Timor-Leste            | 9:48.10  |       |
| 10                | Yu Hin Wa            | Hong Kong              | 9:52.59  |       |
| 11                | Khalid Al-Badwawi    | Emirados Árabes Unidos | 9:53.65  |       |
| 12                | Shine                | Myanmar                | 10:15.54 |       |

Legenda
| Recorde mundial       | Recorde mundial (World record)               |                       | Recorde africano                      | Recorde africano (African) |                                           | Q | Classificado por posição (Qualified) |
| Recorde do campeonato | Recorde do campeonato (Championship record)  | Recorde da América    | Recorde da América (Americas)         | q                          | Classificado por melhor tempo (Qualified) |   |                                      |
| Melhor marca do ano   | Melhor marca do ano (World leading)          | Recorde asiático      | Recorde asiático (Asian)              | DNS                        | Não largou (Did not start)                |   |                                      |
| Recorde nacional      | Recorde nacional (National record)           | Recorde europeu       | Recorde europeu (European)            | DNF                        | Não terminou (Did not finish)             |   |                                      |
| Recorde pessoal       | Recorde pessoal do atleta (Personal best)    | Recorde da Oceania    | Recorde da Oceania (Oceania)          | DSQ / DQ                   | Desclassificado (Disqualified)            |   |                                      |
| Recorde da temporada  | Recorde da temporada do atleta (Season best) | Recorde sul-americano | Recorde sul-americano (South America) | NM                         | Sem marca (No mark)                       |   |                                      |